# Джейд Кертіс
Джейд Кертіс (англ. Jade Curtis; нар. 2 травня 1990) — колишня британська тенісистка.
Найвищу одиночну позицію світового рейтингу — 325 місце досягла 15 лютого 2010, парну — 230 місце — 21 вересня 2009 року.
Здобула 4 парні титули туру ITF.
Завершила кар'єру 2015 року.

## Фінали ITF

### Одиночний розряд: 1 (поразка)
| Легенда          |
| ---------------- |
| Турніри $100,000 |
| Турніри $75,000  |
| Турніри $50,000  |
| Турніри $25,000  |
| Турніри $10,000  |

| Фінали за покриттям |
| ------------------- |
| Тверде (0–0)        |
| Ґрунт (0–0)         |
| Трава (0–1)         |
| Килим (0–0)         |

| Результат | Ранг | Дата          | Турнір                       | Покриття | Суперниця    | Рахунок       |
| --------- | ---- | ------------- | ---------------------------- | -------- | ------------ | ------------- |
| Поразка   | 1.   | 21 липня 2007 | ITF Фрінтон, Велика Британія | Трава    | Сара Борвелл | 4–6, 6–1, 3–6 |

### Парний розряд: (4–7)
| Легенда          |
| ---------------- |
| Турніри $100,000 |
| Турніри $75,000  |
| Турніри $50,000  |
| Турніри $25,000  |
| Турніри $10,000  |

| Фінали за покриттям |
| ------------------- |
| Тверде (2–5)        |
| Ґрунт (1–0)         |
| Трава (0–2)         |
| Килим (1–0)         |

| Результат | Ранг | Дата              | Турнір                     | Покриття   | Партнерка                     | Суперниці                               | Рахунок            |
| --------- | ---- | ----------------- | -------------------------- | ---------- | ----------------------------- | --------------------------------------- | ------------------ |
| Перемога  | 1.   | 14 серпня 2006    | Ноттінгем, Англія          | Тверде     | Jessica Beaumont              | Marie-Perine Baudouin Клер Петерзан     | 6–2, 6–3           |
| Поразка   | 1.   | 10 липня 2007     | Філікстоу, Велика Британія | Трава      | Ребекка Льєвеллін             | Карен Патерсон Мелані Саут              | 3–6, 3–6           |
| Поразка   | 2.   | 19 жовтня 2007    | Гімпі, Австралія           | Тверде     | Монік Адамчак                 | Кортні Негл Робін Стівенсон             | 4–6, 1–6           |
| Перемога  | 2.   | 14 квітня 2008    | Фуертевентура, Іспанія     | Килим      | Irene Rehberger Bescos        | Бенедетта Давато Джулія Гатто-Монтіконе | 6–3, 7–6 (8–6)     |
| Перемога  | 3.   | 11 травня 2008    | Единбург, Велика Британія  | Ґрунт      | Елізабет Томас                | Биляна Павлова-Димитрова Суткін Ван Ден | 6–1, 7–6 (7–5)     |
| Поразка   | 3.   | 14 липня 2008     | Фрінтон, Велика Британія   | Трава      | Елізабет Томас                | Теммі Петтерсон Емелін Старр            | 3–6, 5–7           |
| Поразка   | 4.   | 24 листопада 2008 | Перт, Австралія            | Тверде     | Хванг І-Хсюань                | Алексіс Праусіс Робін Стівенсон         | 6–7(3–7), 6–7(4–7) |
| Поразка   | 5.   | 5 грудня 2008     | Сорренто, Італія           | Тверде     | Чжан Лін                      | Тайра Келдервуд Шеннон Голдс            | 4–6, 6–3, [8–10]   |
| Поразка   | 6.   | 28 липня 2009     | Віго, Іспанія              | Тверде     | Джорджи Джент                 | Кароліна Косіньська Лаура Торп          | 6–7(3–7), 2–6      |
| Перемога  | 4.   | 31 серпня 2009    | Цукуба, Японія             | Тверде     | Марія Фернанда Альварес Теран | Hsu Wen-hsin Танака Марі                | 1–6, 6–2, [10–2]   |
| Поразка   | 7.   | 17 березня 2010   | Бат, Англія                | Тверде (i) | Анна Фіцпатрік                | Малу Ейдесгаард Катажина Пітер          | 3–6, 2–6           |